# Женская сборная Украины по волейболу
Женская национальная сборная команда Украины по волейболу (укр. Жіноча національна збірна команда України з волейболу) — команда, представляющая Украину на международных соревнованиях по волейболу среди женских команд. Организацию, управление и контроль обеспечивает Федерация волейбола Украины (ФВУ).
Организована в 1992 году. Первый официальный матч провела 24 октября 1992 года. Один раз выступала в Олимпийских играх (1996), результат — групповой этап, 6-е место в группе A (суммарное 12-е место из 12 команд). Один раз принимала участие в чемпионатах мира (1994), результат — выход в 1-й раунд плей-офф (суммарное 11-е место из 16 команд). В Кубке мира и Всемирном Кубке чемпионов, а также в серии Мирового Гран-при сборная Украины участия не принимала. Десять раз участвовала в чемпионатах Европы (1993, 1995, 1997, 2001, 2003, 2011, 2017, 2019, 2021, 2023), лучший результат — 3-е место в турнире 1993 года. В матчах Евролиги с 2017 года команда выступает постоянно, лучший результат — победитель турниров 2017, 2023 и 2025 годов.
Действующий капитан сборной — Светлана Дорсман, центральная блокирующая польского «Палаца» из Быдгоща. Главный тренер сборной — Якуб Глушак.
По состоянию на 29 июня 2025 года сборная занимает 14-е место в рейтинге ФИВБ и 8-е место в рейтинге ЕКВ.

## История
Сборная Украины дебютировала на международной арене осенью 1992 года в отборочном турнире чемпионата Европы под руководством известного тренера Владимира Бузаева — одного из основателей и бессменного на протяжении двух десятилетий наставника запорожской «Орбиты», в 1980-е годы являвшейся одной из сильнейших команд в СССР.
Безупречно пройдя квалификацию (8 побед в 8 матчах), украинские волейболистки произвели фурор и в финальной стадии Евро-1993. В стартовом матче чемпионата, проходившем 24 сентября 1993 года в чешском Брно, они со счётом 3:0 обыграли будущего чемпиона — сборную России, затем одержали ещё 4 победы и заняли первое место в группе. В тяжёлом пятисетовом полуфинальном бою украинская команда уступила сборной Чехии и Словакии, но затем в матче за 3-е место взяла верх над итальянками.
Благодаря успешному выступлению на континентальном первенстве сборная Украины стала участницей чемпионата мира 1994 года, проходившего в Бразилии. Новая победа над сборной Италии позволила команде Владимира Бузаева выйти в 1/8 финала, однако после встречи с Японией (0:3), украинки были вынуждены прекратить борьбу за высокие места.
В начале 1990-х Владимир Бузаев также руководил молодёжной сборной Украины, в 1993 году ставшей серебряным призёром чемпионата мира в Бразилии. В 1995 году он занял с национальной сборной 7-е место на чемпионате Европы в Нидерландах и в том же сезоне переехал в Турцию.
Сборную Украины возглавил тренер луганской «Искры» Гарий Егиазаров. С его именем связано выступление украинской команды на первых в её истории Олимпийских играх, сложившихся неудачно — составленная на базе «Искры» сборная (за луганский клуб выступали 9 из 12 игроков), в Атланте-1996 не смогла выиграть ни одной партии.
В 1997 году Егиазарова, уехавшего работать в итальянскую «Равенну», на посту главного тренера сменил его бывший помощник, одесский специалист Игорь Филиштинский. Под его руководством сборная вновь заняла 7-е место на чемпионате Европы, но не смогла пробиться ни на чемпионат мира-1998, ни на следующее европейское первенство.
Вернувшийся в команду Гарий Егиазаров в 2001 году едва не привёл сборную к пьедесталу почёта чемпионата Европы, проходившего в Болгарии, но в полуфинале этого турнира украинки уступили сборной России, а во встрече за бронзу не смогли обыграть хозяек. Ирина Жукова, получившая известность по выступлениям за итальянские клубы, была признана лучшей связующей чемпионата. Несмотря на то, что и другие украинские волейболистки успешно выступали в сильных зарубежных лигах (из состава команды 2001 года 10 игроков представляли клубы Италии, Франции, Польши, Болгарии, Австрии, Испании) и достижения молодёжной и юниорской сборных, следующее десятилетие не было отмечено высокими результатами национальной сборной Украины.
В 2003 году после девятого места на чемпионате Европы в Турции последовала отставка Егиазарова, а очередного выступления в финальном турнире европейского форума болельщикам пришлось ждать 8 лет — три отборочных цикла подряд сборная Украины начинала с новым главным тренером (Игорем Филиштинским, Александром Гутором, Сергеем Голотовым) и каждый раз терпела неудачи. Причинами падения являлись конфликты между тренерами клубов и сборной, а также исход из страны игроков, сменивших спортивное гражданство. Среди них ставшая лидером сборной Азербайджана Наталья Сказка (более известная под фамилией Мамедова) и её партнёры по команде Лидия Максименко и Полина Рагимова (Петрашко), игроки сборной России Наталия Гончарова (Обмочаева) и Анна Макарова (Цокур), выступавшие за сборную Казахстана Олеся Сафронова и Ольга Кубасевич (Дробышевская), представлявшая Израиль Юлия Волывач, защищавшая цвета французской сборной Вероника Гудыма.
После 13-летнего перерыва национальную сборную Украины снова возглавил Владимир Бузаев, по возвращении из Турции работавший в «Северодончанке» и в молодёжной сборной. В мае 2009 года украинская команда провально выступила в отборочном турнире чемпионата мира, проиграв Беларуси, Азербайджану и Израилю, но через год составленная из игроков украинского чемпионата дружина оказалась боеспособной в квалификации Евро-2011 — обыграв сборные Израиля, Словакии и Великобритании, украинки спустя 8 лет завоевали путёвку в финальный турнир чемпионата Европы в Сербию и Италию.
Основу сборной на Евро-2011 составляли игроки бронзового призёра чемпионата Украины — «Северодончанки», а единственная легионерка Марина Марченко из «Омички» перед началом турнира выбыла из-за травмы. Капитанские функции выполняла связующая Ирина Комиссарова — игрок «бронзовой» команды Владимира Бузаева на чемпионате Европы-1993 (тогда она носила фамилию Пухальская). На групповом этапе в Белграде украинки потерпели три поражения с одинаковым счётом 0:3 от Германии, Сербии и Франции и тем самым не смогли выйти в плей-офф.
Отборочный турнир чемпионата Европы-2013 сборная Украины начинала под руководством нового главного тренера — наставника «Галичанки» Андрея Романовича, однако в марте 2013 года национальная команда была передана Гарию Егиазарову. Отборочная кампания для Украины завершилась неудачно — поражением в золотом сете ответного матча третьего раунда от сборной Франции. Квалификация Евро-2015 также венчалась для украинок стыковыми матчами — на сей раз против сборной Беларуси, и ввиду кризиса на Украине обе игры прошли на площадке соперниц в Бресте. В составе сборной Украины вновь не оказалось опытных легионерок, в частности травмированной Марины Марченко из московского «Динамо» и Олеси Рыхлюк из цюрихского «Волеро», ставшей самой результативной на завершившемся за две недели до этих поединков клубном чемпионате мира. По результатам матчей (0:3, 3:2) подопечные Гария Егиазарова не смогли завоевать путёвку в финальный турнир чемпионата Европы.
В отборочном турнире Евро-2017 сборная Украины в рамках второго раунда одержала четыре «сухие» победы над командами Австрии и Латвии, но дважды проиграла итальянкам. Заняв второе место в группе, команда Гария Егиазарова вновь стала участницей стыковых матчей, но на сей раз смогла добыть путёвку в финальную стадию континентального первенства. После поражения в пяти партиях от сборной Испании в Южном украинки выиграли ответный матч в Гвадалахаре со счётом 3:1.
В 2017 году сборная Украины впервые принимала участие в Евролиге и сходу завоевала чемпионский титул. На групповом этапе украинки по два раза обыграли Францию, Черногорию и Грузию, в полуфинале обменялись победами с Испанией, а в решающих матчах в Хельсинки и Ивано-Франковске дважды со счётом 3:1 победили сборную Финляндии. Самым ценным игроком турнира стала доигровщица Анна Степанюк.
На чемпионатах Европы 2017 и 2019 годов команде Гария Егиазарова не удавалось выйти в плей-офф. В 2021 году сборная Украины под руководством болгарского тренера Владимира Орлова пробилась в 1/8 финала, но уступила на этой стадии сборной Польши. В начале 2022 года украинскую команду возглавил другой специалист из Болгарии — главный тренер каменского «Прометея» Иван Петков. В июле 2023 года под его руководством сборная Украины во второй раз выиграла Евролигу, взяв верх в финальных матчах над сборной Швеции. Самым ценным игроком турнира была признана диагональная Анастасия Крайдуба.
В январе 2025 года новым главным тренером сборной Украины стал поляк Якуб Глушак. В июне украинки вновь завоевали золотые медали Евролиги, обыграв в «Финале четырёх» сборные Швеции и Венгрии. Трёхкратной чемпионкой Евролиги стала либеро Кристина Немцева, выполнявшая на этом турнире функции капитана команды в отсутствие травмированной Светланы Дорсман.

## Результаты выступлений

### Олимпийские игры
| Матчи на Олимпийских играх | Матчи на Олимпийских играх | Матчи на Олимпийских играх | Матчи на Олимпийских играх | Матчи на Олимпийских играх | Матчи на Олимпийских играх | . | Матчи в квалификации | Матчи в квалификации | Матчи в квалификации | Матчи в квалификации |
| Год                        | Место                      | И                          | В                          | П                          | С/П                        | . | И                    | В                    | П                    | С/П                  |
| -------------------------- | -------------------------- | -------------------------- | -------------------------- | -------------------------- | -------------------------- | - | -------------------- | -------------------- | -------------------- | -------------------- |
| 1996                       | 12-е                       | 5                          | 0                          | 5                          | 0:15                       | . | 7                    | 5                    | 2                    | 17:8                 |
| 2000                       | не квалифицировалась       | не квалифицировалась       | не квалифицировалась       | не квалифицировалась       | не квалифицировалась       | . | 5                    | 1                    | 4                    | 7:14                 |
| 2004                       | не участвовала             | не участвовала             | не участвовала             | не участвовала             | не участвовала             | . |                      |                      |                      |                      |
| 2008                       | не квалифицировалась       | не квалифицировалась       | не квалифицировалась       | не квалифицировалась       | не квалифицировалась       | . | 4                    | 3                    | 1                    | 9:4                  |
| 2012                       | не квалифицировалась       | не квалифицировалась       | не квалифицировалась       | не квалифицировалась       | не квалифицировалась       | . | 2                    | 1                    | 1                    | 3:4                  |
| 2016                       | не участвовала             | не участвовала             | не участвовала             | не участвовала             | не участвовала             | . |                      |                      |                      |                      |
| 2020                       | не участвовала             | не участвовала             | не участвовала             | не участвовала             | не участвовала             | . |                      |                      |                      |                      |
| 2024                       | не квалифицировалась       | не квалифицировалась       | не квалифицировалась       | не квалифицировалась       | не квалифицировалась       | . | 7                    | 2                    | 5                    | 7:17                 |
| Всего                      |                            | 5                          | 0                          | 5                          | 0:15                       | . |                      |                      |                      |                      |

- 1996: Наталья Боженова, Юлия Буева, Татьяна Иванюшкина, Ольга Коломиец, Алла Кравец, Елена Кривоносова, Вита Матещук, Регина Милосердова, Ольга Павлова, Мария Полякова, Елена Сидоренко, Александра Фомина. Тренер — Гарий Егиазаров.

### Чемпионаты мира
| Матчи на чемпионатах мира | Матчи на чемпионатах мира | Матчи на чемпионатах мира | Матчи на чемпионатах мира | Матчи на чемпионатах мира | Матчи на чемпионатах мира | . | Матчи в квалификации | Матчи в квалификации | Матчи в квалификации | Матчи в квалификации |
| Год                       | Место                     | И                         | В                         | П                         | С/П                       | . | И                    | В                    | П                    | С/П                  |
| ------------------------- | ------------------------- | ------------------------- | ------------------------- | ------------------------- | ------------------------- | - | -------------------- | -------------------- | -------------------- | -------------------- |
| 1994                      | 11-е                      | 4                         | 1                         | 3                         | 5:11                      | . | 8                    | 7                    | 1                    |                      |
| 1998                      | не квалифицировалась      | не квалифицировалась      | не квалифицировалась      | не квалифицировалась      | не квалифицировалась      | . | 3                    | 2                    | 1                    | 6:4                  |
| 2002                      | не квалифицировалась      | не квалифицировалась      | не квалифицировалась      | не квалифицировалась      | не квалифицировалась      | . | 3                    | 2                    | 1                    | 6:3                  |
| 2006                      | не квалифицировалась      | не квалифицировалась      | не квалифицировалась      | не квалифицировалась      | не квалифицировалась      | . | 6                    | 4                    | 2                    | 15:8                 |
| 2010                      | не квалифицировалась      | не квалифицировалась      | не квалифицировалась      | не квалифицировалась      | не квалифицировалась      | . | 3                    | 0                    | 3                    | 1:9                  |
| 2014                      | не квалифицировалась      | не квалифицировалась      | не квалифицировалась      | не квалифицировалась      | не квалифицировалась      | . | 6                    | 4                    | 2                    | 14:7                 |
| 2018                      | не квалифицировалась      | не квалифицировалась      | не квалифицировалась      | не квалифицировалась      | не квалифицировалась      | . | 5                    | 3                    | 2                    | 10:7                 |
| 2022                      | не участвовала            | не участвовала            | не участвовала            | не участвовала            | не участвовала            | . |                      |                      |                      |                      |
| Всего                     |                           | 4                         | 1                         | 3                         | 5:11                      | . |                      |                      |                      |                      |

- 1994: Елена Воронкина, Марина Дубинина, Татьяна Иванюшкина, Татьяна Ильина, Анна Калашникова, Ольга Коломиец, Алла Кравец, Вита Матещук, Мария Полякова, Ирина Пухальская, Ирина Сухорук, Светлана Сулим. Тренер — Владимир Бузаев.

### Чемпионаты Европы
| Матчи на чемпионатах Европы | Матчи на чемпионатах Европы | Матчи на чемпионатах Европы | Матчи на чемпионатах Европы | Матчи на чемпионатах Европы | Матчи на чемпионатах Европы | . | Матчи в квалификации | Матчи в квалификации | Матчи в квалификации | Матчи в квалификации |
| Год                         | Место                       | И                           | В                           | П                           | С/П                         | . | И                    | В                    | П                    | С/П                  |
| --------------------------- | --------------------------- | --------------------------- | --------------------------- | --------------------------- | --------------------------- | - | -------------------- | -------------------- | -------------------- | -------------------- |
| 1993                        | 3-е                         | 7                           | 6                           | 1                           | 20:7                        | . | 6                    | 6                    | 0                    | 18:0                 |
| 1995                        | 7-е                         | 7                           | 4                           | 3                           | 14:13                       | . |                      |                      |                      |                      |
| 1997                        | 7-е                         | 7                           | 3                           | 4                           | 9:14                        | . | 6                    | 6                    | 0                    | 18:3                 |
| 1999                        | не квалифицировалась        | не квалифицировалась        | не квалифицировалась        | не квалифицировалась        | не квалифицировалась        | . | 10                   | 4                    | 6                    | 12:21                |
| 2001                        | 4-е                         | 7                           | 3                           | 4                           | 12:15                       | . | 6                    | 3                    | 3                    | 13:11                |
| 2003                        | 9-е                         | 5                           | 2                           | 3                           | 7:12                        | . | 6                    | 6                    | 0                    | 18:5                 |
| 2005                        | не квалифицировалась        | не квалифицировалась        | не квалифицировалась        | не квалифицировалась        | не квалифицировалась        | . | 6                    | 3                    | 3                    | 13:10                |
| 2007                        | не квалифицировалась        | не квалифицировалась        | не квалифицировалась        | не квалифицировалась        | не квалифицировалась        | . | 8                    | 3                    | 5                    | 13:15                |
| 2009                        | не квалифицировалась        | не квалифицировалась        | не квалифицировалась        | не квалифицировалась        | не квалифицировалась        | . | 8                    | 6                    | 2                    | 19:10                |
| 2011                        | 15-е                        | 3                           | 0                           | 3                           | 0:9                         | . | 6                    | 5                    | 1                    | 15:7                 |
| 2013                        | не квалифицировалась        | не квалифицировалась        | не квалифицировалась        | не квалифицировалась        | не квалифицировалась        | . | 8                    | 5                    | 3                    | 19:12                |
| 2015                        | не квалифицировалась        | не квалифицировалась        | не квалифицировалась        | не квалифицировалась        | не квалифицировалась        | . | 8                    | 4                    | 4                    | 15:14                |
| 2017                        | 13-е                        | 3                           | 0                           | 3                           | 5:9                         | . | 8                    | 5                    | 3                    | 20:10                |
| 2019                        | 17-е                        | 5                           | 1                           | 4                           | 6:12                        | . | 6                    | 4                    | 2                    | 12:7                 |
| 2021                        | 12-е                        | 6                           | 3                           | 3                           | 10:10                       | . | 6                    | 4                    | 2                    | 14:7                 |
| 2023                        | 9-е                         | 6                           | 3                           | 3                           | 12:10                       | . | 6                    | 6                    | 0                    | 18:2                 |
| Всего                       |                             | 56                          | 25                          | 31                          | 95:111                      | . |                      |                      |                      |                      |

- 1993: Юлия Волывач, Елена Воронкина, Марина Дубинина, Татьяна Ильина, Анна Калашникова, Ольга Коломиец, Алла Кравец, Вита Матещук, Мария Полякова, Ирина Пухальская, Светлана Сулим, Людмила Троцюк. Тренер — Владимир Бузаев.
- 2001: Наталья Боженова, Татьяна Воронина, Елена Ена, Татьяна Иванюшкина, Ирина Жукова, Алла Кравец, Марина Марцынюк, Регина Милосердова, Мария Полякова, Елена Сидоренко, Ирина Швачка, Юлия Шелухина. Тренер — Гарий Егиазаров.
- 2011: Анна Бурбелюк, Светлана Галкина, Марина Дегтярёва, Анна Довгополюк, Надежда Кодола, Ирина Комиссарова (Пухальская), Светлана Лидяева, Анна Лисеенкова, Татьяна Литвиновская, Марина Марченко, Ирина Молодцова, Наталья Чернецкая. Тренер — Владимир Бузаев.
- 2017: Юлия Герасимова, Виктория Дельрос, Карина Денисова, Светлана Дорсман (Лидяева), Анна Кириченко, Надежда Кодола, Татьяна Козлова, Инна Молодцова, Елена Новгородченко, Александра Перетятько, Алина Степанчук, Анна Степанюк, Ирина Трушкина, Анастасия Чернуха. Тренер — Гарий Егиазаров.
- 2019: Дарья Великоконь, Юлия Герасимова, Карина Денисова, Светлана Дорсман, Анастасия Карасёва, Диана Карпец, Надежда Кодола, Анастасия Крайдуба (Чернуха), Виктория Николайчук, Александра Перетятько, Алла Политанская, Олеся Рыхлюк, Анна Степанюк, Ирина Трушкина. Тренер — Гарий Егиазаров.
- 2021:	Богдана Анисова, Юлия Бойко, Дарья Великоконь, Юлия Герасимова, Екатерина Дудник, Анастасия Карасёва, Надежда Кодола, Марина Мазенко, Диана Мелюшкина (Карпец), Кристина Немцева, Олеся Рыхлюк, Ольга Скрипак, Ирина Трушкина, Анна Харчинская. Тренер — Владимир Орлов.
- 2023: Виктория Даньчак, Светлана Дорсман, Юлия Дымар, Кристина Немцева, Надежда Кодола, Ульяна Котар, Анастасия Крайдуба, Алика Луценко, Анастасия Маевская, Диана Мелюшкина, Александра Миленко, Виктория Олейник, Евгения Хобер, Дарья Шаргородская (Великоконь). Тренер — Иван Петков.

### Евролига
| Матчи в Евролиге | Матчи в Евролиге | Матчи в Евролиге | Матчи в Евролиге | Матчи в Евролиге | Матчи в Евролиге |
| Год              | Место            | И                | В                | П                | С/П              |
| ---------------- | ---------------- | ---------------- | ---------------- | ---------------- | ---------------- |
| 2017             | 1-е              | 10               | 9                | 1                | 29:7             |
| 2018             | 8-е              | 6                | 2                | 4                | 8:13             |
| 2019             | 5-е              | 6                | 4                | 2                | 14:6             |
| 2021             | 10-е             | 4                | 1                | 3                | 4:11             |
| 2022             | 5-е              | 4                | 2                | 2                | 10:8             |
| 2023             | 1-е              | 8                | 7                | 1                | 22:7             |
| 2024             | 5-е              | 6                | 4                | 2                | 13:9             |
| 2025             | 1-е              | 8                | 7                | 1                | 21:7             |
| Всего            |                  | 52               | 36               | 16               | 121:68           |

- 2017: Юлия Герасимова, Марина Дегтярёва, Карина Денисова, Светлана Дорсман, Диана Карпец, Надежда Кодола, Кристина Немцева, Елена Новгородченко, Анна Степанюк, Алина Степанчук, Ирина Трушкина, Анастасия Чернуха, Татьяна Яцкив. Тренер — Гарий Егиазаров.
- 2023: Маргарита Гейко, Виктория Даньчак, Светлана Дорсман, Юлия Дымар, Ульяна Котар, Анастасия Крайдуба, Алика Луценко, Анастасия Маевская, Александра Миленко, Кристина Немцева, Виктория Олейник, Ксения Пугач, Евгения Хобер, Дарья Шаргородская. Тренер — Иван Петков.

### Кубок претендентов
| Матчи на Кубке претендентов | Матчи на Кубке претендентов | Матчи на Кубке претендентов | Матчи на Кубке претендентов | Матчи на Кубке претендентов | Матчи на Кубке претендентов |
| Год                         | Место                       | И                           | В                           | П                           | С/П                         |
| --------------------------- | --------------------------- | --------------------------- | --------------------------- | --------------------------- | --------------------------- |
| 2023                        | 4-е                         | 3                           | 1                           | 2                           | 4:7                         |
| Всего                       |                             | 3                           | 1                           | 2                           | 4:7                         |

### Кубок Бориса Ельцина
- 2008 — 4-е место.
- 2011 — 6-е место.

## Тренеры
- 1992—1995 — Владимир Бузаев
- 1996 — Гарий Егиазаров
- 1997—1999 — Игорь Филиштинский
- 2000 — Сергей Голотов
- 2001—2003 — Гарий Егиазаров
- 2004—2005 — Игорь Филиштинский
- 2006—2007 — Александр Гутор
- 2007—2008 — Сергей Голотов
- 2009—2011 — Владимир Бузаев
- 2012—2013 — Андрей Романович
- 2013—2020 — Гарий Егиазаров
- 2021 — Владимир Орлов (Болгария)
- 2022—2024 — Иван Петков (Болгария)
- С 2025 года — Якуб Глушак (Польша)

## Текущий состав
Состав сборной Украины на Евролигу-2025
| 9                            | Станислава Парфёнова | 1998 | 182 | «Буковинка»        |
| 14                           | Дарья Шаргородская   | 2002 | 182 | «Жетысу»           |
| Диагональные                 |                      |      |     |                    |
| 19                           | Анна Артишук         | 2001 | 190 | «Зуль»             |
| 24                           | Анастасия Крайдуба   | 1995 | 194 | «Бандунг»          |
| Доигровщицы                  |                      |      |     |                    |
| 1                            | Александра Миленко   | 1999 | 180 | «ПТТ Спор»         |
| 12                           | Валерия Нудьга       | 2002 | 186 | «Бозуюк Беледиеши» |
| 13                           | Юлия Дымар           | 1994 | 182 | «Куаныш»           |
| 23                           | Андриана Павлик      | 2005 | 178 | «Буковинка»        |
| Центральные блокирующие      |                      |      |     |                    |
| 2                            | Диана Мелюшкина      | 1996 | 191 | «Кемпер»           |
| 8                            | Полина Герасимчук    | 2006 | 181 | «Буковинка»        |
| 16                           | Анастасия Маевская   | 2001 | 190 | «Динамо»           |
| 26                           | Ульяна Котар         | 2000 | 192 | «Марк-ан-Барёль»   |
| Либеро                       |                      |      |     |                    |
| 4                            | Алика Луценко        | 2003 | 190 | «Аушрине»          |
| 6                            | Кристина Немцева     | 1998 | 165 | «Буковинка»        |
| Главный тренер — Якуб Глушак |                      |      |     |                    |